# Nathalie Moellhausen
Nathalie Moellhausen (Milaan, 1 december 1985) is een Italiaans-Braziliaans schermster die actief is in de degen-categorie. Aan het begin van haar carrière vertegenwoordigde ze Italië, tegenwoordig vertegenwoordigt ze Brazilië.

## Biografie
Moellhausen begon op 5-jarige leeftijd met schermen aan een kostschool te Milaan. Op 18-jarige leeftijd behaalde ze in 2004 de bronzen medaille op de wereldkampioenschappen schermen voor junioren. Bij de senioren deed ze dit over in 2010, wat tot op heden haar beste prestatie is op de individuele wereldkampioenschappen. Voor de Olympische Zomerspelen 2012 trad ze door blessures slechts aan als reserve-speler voor het Italiaanse team. Na deze Olympische Spelen laste ze een pauze in in haar carrière. In 2014 keerde ze terug naar de sport, ditmaal onder de Braziliaanse vlag.

## Erelijst

### Als Italiaanse
- Olympische Spelen
  - 2012: 7e - degen team

- Wereldkampioenschappen
  - 2009:  - degen team
  - 2011:  - degen team
  - 2010:  - degen individueel

- Europese kampioenschappen
  - 2007:  - degen team
  - 2009:  - degen team
  - 2011:  - degen individueel

- Middellandse Zeespelen
  - 2009:  - degen individueel

### Als Braziliaanse
- Pan-Amerikaanse kampioenschappen
  - 2015:  - degen individueel

- Pan-Amerikaanse Spelen
  - 2015:  - degen individueel
  - 2015:  - degen team

## Wereldranglijst
Degen
| Jaar   | 2003 | 2004 | 2005 | 2006 | 2007 | 2008 | 2009 | 2010 | 2011 | 2012 | 2013 | 2014 | 2015 |
| ------ | ---- | ---- | ---- | ---- | ---- | ---- | ---- | ---- | ---- | ---- | ---- | ---- | ---- |
| Plaats | 174  | 92   | 41   | 50   | 18   | 47   | 8    | 16   | 26   | 45   |      | 56   | 21   |